# Ghiacciaio Seal
Il ghiacciaio Seal (in inglese: Seal Glacier) è un ghiacciaio situato sulla costa di Zumberge, nella parte occidentale della Terra di Ellsworth, in Antartide. In particolare, il ghiacciaio, il cui punto più alto si trova a circa 1.200 m s.l.m., si trova nella parte centrale della dorsale Patrimonio, nelle Montagne di Ellsworth. Da qui, esso fluisce verso est scorrendo lungo il versante settentrionale del picco Parrish, nelle colline Impresa.

## Storia
Il ghiacciaio Seal è stato mappato dallo United States Geological Survey grazie a ricognizioni terrestri dello stesso USGS e a fotografie aeree scattate dalla marina militare statunitense (USN) nel periodo 1961-66 ed è stato poi così battezzato dal Comitato consultivo dei nomi antartici in onore di G.L. Seal, operatore radio della USN, che diede il suo supporto nel mantenere le comunicazioni durante quattro estati australi a partire dall'Operazione Deep Freeze del 1966.